# Ассерето, Джироламо
Джироламо Ассерето (итал. Gerolamo Assereto; Генуя, 1543 — Генуя, 1627) — дож Генуэзской республики.

## Биография
Представитель семьи Ассерето, последний занимавшийся коммерцией из своих родственников, уроженец Рекко на востоке Лигурии. Родился в 1543 году, с юности участвовал в торговых делах своей семьи, при этом не пренебрегал изучением юридических дисциплин. Первую должность (капитана замка Сан-Джорджо-делла-Специя) он получил в 1570 году.
Вскоре Джироламо включился в политическую жизнь Генуи и вошел во фракцию "новой" знати. Впоследствии, в период между 1576 и 1584 годами, он занимал должности комиссара савонского замка Приамар, уполномоченным в Сестри-Поненте и контроллером продовольственных цен, мер и весов. Он был также членом Большого совета, а затем и Малого Совета.
Как опытный управленец Джироламо в 1584 году был назначен вместе со Стефано Чентурионе комиссаром Корсики. В течение 6 месяцев со дня назначения Джироламо посетил почти все главные корсиканские города, находившиеся под контролем генуэзцев (Аяччо, Бонифачо, Кальви и Корте), пытаясь наладить судебную системы острова, которая, по мнению островитян. была неэффективной и несправедливой. Ассерето и Чентурионе также в письмах в столицу отмечали взрывоопасную ситуацию на острове, вызванную взяточничеством, вымогательством, бандитизмом, кровной местью между местными семьями, растущим числом пиратских набегов и рейдов турок и даже сельскохозяйственным кризисом. 
Ассерето вернулся в Геную и был отправлен во Флоренцию для представления финансовых интересов республики, в 1590 году он был избран в Сенат. В 1595-1597 годах он вновь управлял Корсикой от имени генуэзцев. За в общей сложности 11 лет управления Корсикой он показал себя сильным администратором, много внимания уделял армии и обороне, особенно в городе Бастия, где были начаты работы над новыми фортификационными сооружениями.

### Правление
После возвращения в столицу Ассерето был назначен генуэзским Сенатом вести дипломатические переговоры о судьбе маркизата Финале на востоке Лигурии, который находился под защитой Испании, но был целью экспансии Генуи и герцогства Савойского. Затем он был отправлен как чрезвычайный посол в Рим к папе Клименту VIII, чтобы убедить последнего в генуэзских правах на Финале и повлиять на Испанию. Папа согласился послать нунция к испанскому двору, но тот, сопровождаемый Ассерето, неожиданно скончался по пути, в Ла-Специи. Несмотря на дипломатические усилия Ассерето, в 1598 году последний маркиз Андреа дель Карретто Сфорца продал Филиппу II Испанскому все права на Финале.
Между 1600 и 1606 годами Ассерето продолжал работать на различных должностях в государстве. 22 марта 1607 года он был избран дожем, 87-м в истории республики. Его двухлетний мандат, в соответствии с историческими источниками, был спокойным и деловым. Дож занимался укреплением оборонительных сооружений, в основном, в заливе Ла-Специя, а также обновлением генуэзского флота. В течение его мандата также наблюдались некоторые пограничные распри с савойцами.
23 марта 1609 года мандат Ассерето истек. После этого он занимал ряд важных должностей, в частности, возглавлял магистрат войны (1618-1620), успешно борясь с бандитизмом на территории республики, а в 1621-1624 годах представлял Банк Сан-Джорджо в правительстве.
В 80 лет Ассерето покинул политическую сцену и последние годы жизни провел как простой гражданин. Он умер в Генуе 15 марта 1627 года.